# Mario Frick (politico)
Mario Frick (Balzers, 8 maggio 1965) è un politico liechtensteinese, Primo Ministro del Paese dal 15 dicembre 1993 al 5 aprile 2001. È stato il più giovane capo del governo europeo (eletto a soli 28 anni).
Successore di Markus Büchel, governò dal 15 dicembre 1993 al 5 aprile 2001 quando gli è succeduto Otmar Hasler. Membro dell'Unione Patriottica, è avvocato penalista.
| Controllo di autorità | VIAF (EN) 30212960 · ISNI (EN) 0000 0000 3082 8205 · LCCN (EN) n94122127 · GND (DE) 1053305273 |